# MC Musiceditor
MC Musiceditor is muzieknotatiesoftware voor het noteren, bewerken, beluisteren en printen van professionele bladmuziek. De nadruk van het programma ligt op gebruiksvriendelijkheid en kan door personen met enkel basiskennis van muzieknotatie worden gebruikt.

## Programmatuur

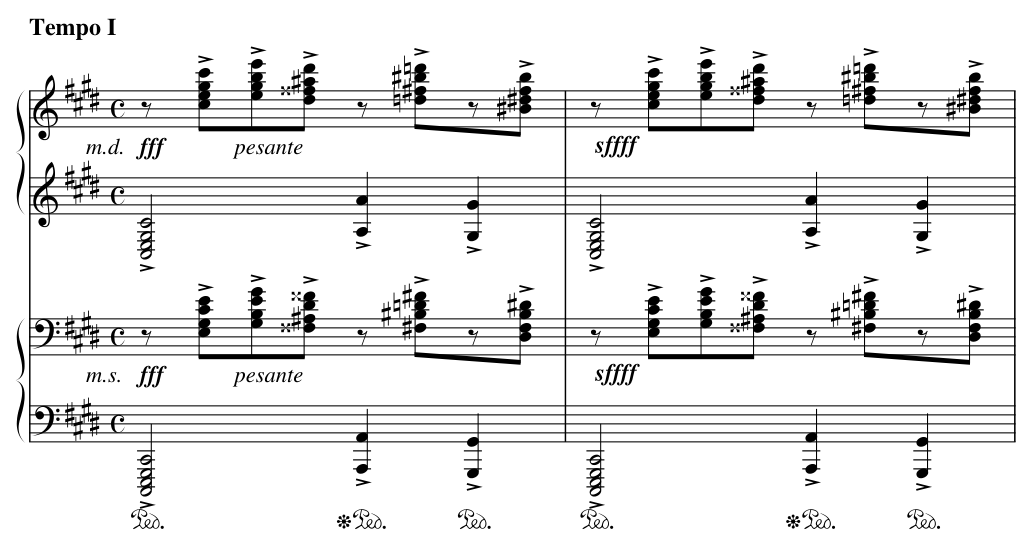
Notatie in MC Musiceditor

MC Musiceditor is gemaakt voor Windows, versie XP of nieuwer. De software kan ook op Linuxdistributies worden gebruikt met behulp van Wine. Het programma maakt gebruik van een aangepaste versie van de abc-notatie, een tekstgebaseerd systeem waarmee muziek genoteerd kan worden. De abc-notatie relateert de duur van een noot aan een variabele waarde. De MCM-notatie daarentegen gebruikt - evenals bijvoorbeeld LilyPond - vaste ritmische waarden: een hele noot/rust wordt gerepresenteerd door waarde 1, een halve noot/rust door waarde 2, een kwartnoot/rust door waarde 4, etc. A8 verwijst dus naar de achtste noot A, A16 naar de zestiende noot A, etc. Een gepunteerde noot wordt met een punt aangegeven, zoals C2., waarmee de gepunteerde halve noot C aangegeven wordt. Daarmee staat de MCM-notatie dicht bij het muzieknotatiesysteem met zijn vaste tekens, die vaste nootwaarden aanduiden. MC Musiceditor kan overweg met MCM- en abc-notatie en kan MCM-bestanden converteren naar abc-bestanden.
Met MC Musiceditor kunnen gemakkelijk JavaScript-tekenreeksen worden gemaakt die door abc2js kunnen worden gehanteerd. Ook kan het programma muziek uitvoeren naar MusicXML, waardoor de muziek uitwisselbaar is met bijvoorbeeld MuseScore, Finale en Sibelius. Verder kan muziek worden geëxporteerd naar MIDI-bestanden en kan muziek direct worden geprint (via Postscript of PDF).
MC Musiceditor beschikt over een wysiwyg-interface en is vrije software.